# Jianghanichthys
Jianghanichthys es un género extinto de peces actinopterigios prehistóricos. Fue descrito por Lei en 1987.
Vivió en China.